# Піт Тонг
Пітер Майкл Тонг (англ. Peter Michael Tong, 30 липня 1960, Дартфорд, Велика Британія) — англійський DJ, що працює на BBC Radio 1. Авторськими програмами Піта є: Essential Mix, Essential Selection та Essential History of Dance на радіо, та в якості інтернет стрімів.

## Нотатки
1. ↑  Pete Tong. BBC Radio 1. BBC. 28 вересня 2012. Архів оригіналу за 17 вересня 2012. Процитовано 4 жовтня 2012.
2. ↑  BBC Radio 1 Dance - Pete Tong's Essential History of Dance. BBC (брит.). Процитовано 7 червня 2025.